# Plešivica (Žužemberk, Slovenija)
Plešivica je naselje u slovenskoj Općini Žužemberku. Plešivica se nalazi u pokrajini Dolenjskoj i statističkoj regiji Jugoistočnoj Sloveniji. 

## Stanovništvo
Prema popisu stanovništva iz 2002. godine naselje je imalo 17 stanovnika.